# Kassav'
Kassav' este o formație de muzică zouk care cântă în limba creolă.
Kassav' a fost fondată la Paris în 1978 (sau 1979) de frații Georges și Pierre-Edouard Décimus (fost membru al formației „Les Vikings des Guadeloupe”) și Jacob Desvarieux.
Numele formație vine de la „kassav”, o prăjitură din făină tapioca.
Odată cu primul album, Love and Ka Dance (1980) a luat naștere și muzica zouk, care este un amalgam al ritmurilor antilice gwo-ka, kadans, biguine, ritm St. Jean (al muzicii de carnaval din Guadeloupe), muzică soca (din Trinidad), muzică soukous și highlife din Africa de vest, salsă cubaneză și puerto-ricană, muzică cadence și compas din Haiti, muzică pop franceză și muzică funk și disco nord-americană.
Kassav' au devenit din ce în ce mai populari, atât ca formație cât și prin carierele individuale ale câtorva dintre membri, atingând culmea succesului în 1983, cu albumul Yélélé ce conține hitul internațional Zouk-la-sé Sèl Médikaman Nou Ni („Zouk este singurul medicament de care ai nevoie”).
Kassav' a avut o colaborare cu Admiral T, unul dintre interpreții faimoși de dancehall.
Muzica lor i-au influențat pe Edith Lefel și Dédé Saint Prix.

## Premii
- Martinique Music Award, 2000[2]

## Membri

### Actuali
- Clape: Philippe Joseph (1994–prezent)
- Baterie: Hervé Laval (2009–prezent)
- Saxofon: Claude Pironneau (1999–prezent)
- Trompetă:
  - Freddy Hovsepian (1982–prezent)
  - Fabrice Adam (1994–prezent)
- Trombon: Hamid Belhocine (1982–prezent)
- Voci de fundal: Marie-Céline Chroné și Marie-Josée Gibon
- Vocal : Jocelyne Beroard (1980–prezent)

### În trecut
- Baterie: Claude Vamur
- Percuție: César Durcin
- Saxofon: Claude Thirifays
- Trompetă: Jean-Pierre Ramirez
- Trombon: Claude Romano
- Voci de fundal: Catherine Laupa
- Clape: Douglas M Bida
- Bas: Frédéric Caracas, Guy n Sangué și Stéphane Castry
- Vocal: Patrick Saint Eloi 1982 - 2002 (d. 18 septembrie 2010)[7]

### Invitați
- Vocal: Zouk Machine, Jean Luc Guanel, Princess Lover, Tanya Saint Val, Shoubou, Philippe Lavil, Daly, Passi, Tony Chasseur, Jocelyne Labylle, Tribal Jam, Ralph Thamar
- Voci de fundal: Claudine Pennont, Suzy Trébeau, Sylvie Aïoun, Jean-Jacques Seba
- Baterie: Jean-Philippe Fanfant, José Zébina, Jérome Castry
- Percuție: Dédé Saint Prix, Albert Vigne
- Clape: Ronald Tulle, Thierry Vaton, Didier Davidas
- Chitară: Thierry Delannay, Rico Loza, Jean Christophe Maillard
- Saxofon: Allen Hoist, Alain Hatot, Bruno Ribeira

## Discografie

### Albume
- 1979 Love and kadance
- 1980 Lagué mwen
- 1981 Kassav n°3
- 1983 Kassav
- 1983 Kassav n°5
- 1983 Passeport
- 1984 Ayé
- 1985 An-ba-chen'n la (2x aur)
- 1987 Vini pou (Gold) & (platină)
- 1989 Majestik Zouk (2x aur)
- 1992 Tékit izi (2x aur)
- 1995 Difé
- 2000 Nou la
- 2004 Ktoz
- 2007 All U need is zouk

### Albume din concert
- 1987 Kassav au Zenith
- 1990 Le Grand Méchant Zouk
- 1993 Live au Zénith
- 1996 Kassav cho
- 2005 Carnaval Tour 2005
- 2006 Le Grand Méchant Zouk

### Compilații
- 1987 Les Grand Succès de Kassav vol.1
- 1987 Les Grand Succès de Kassav vol.2
- 1998 Kassav Gold
- 1998 Un toque latino
- 1999 Le Meilleur de Kassav : Best of 20e anniversaire
- 2002 Les Indispensables de Kassav
- 2003 Légendes Kassav
- 2006 Best of
- 2006 Kassav: Les années sonodisc
- 2009 Saga 3 CD

### DVD
- 1999 Les 20 ans de KASSAV à Bercy
- 2005 Carnaval tour
- 2006 Le grand méchant zouk
- 2008 All u need is zouk tour
- 2009 Nuit créole les 30 ans de KASSAV au Stade de France

### Albume solo și duo
- 1982 Oh Madiana EP de Jacob Desvarieux
- 1982 George Décimus with Kassav' de George Décimus & Kassav'
- 1982 Misik Ce Lanmou de Patrick Saint-Éloi
- 1983 La Vie EP de George Décimus
- 1983 Banzawa de Jacob Desvarieux
- 1983 Ti Coq de Jean Philippe Marthély
- 1984 À la demande de Patrick Saint-Éloi
- 1984 Yélélé de Jacob Desvarieux & George Décimus
- 1985 Touloulou de Jean Philippe Marthély
- 1985 En Balatè de Jean-Claude Naimro
- 1995 Bizness de Jean Philippe Marthély & Patrick Saint-Éloi
- 1986 Gorée de Jacob Desvarieux & George Décimus
- 1986 Siwo de Jocelyne Béroard
- 1991 Milans de Jocelyne Béroard
- 1992 Bizouk de Patrick Saint-Éloi
- 1994 Zoukamine de Patrick Saint-Éloi
- 1996 Marthéloi de Jean Philippe Marthély & Patrick Saint-Éloi
- 1997 Digital dreads de Jean-Claude Naimro
- 1998 Lovtans de Patrick Saint-Éloi
- 1998 O péyi de Jean Philippe Marthély
- 1999 Euphrasine Blues de Jacob Desvarieux
- 1999 A l'Olympia de Patrick Saint-Éloi
- 1999 Délikatès de Jean-Claude Naimro
- 2002 Live en Martinique de Jean Philippe Marthély
- 2003 Madousinay de Jocelyne Béroard
- 2006 Koulè lanmou de Jean Philippe Marthély
- 2008 Kolo ka de Claude Vamur

### Colaborări
- 2006 Partie pour zouker (Lorie & Jacob Desvarieux)
- 2007 Fòs a péyi la (Admiral T, Jacob Desvarieux & Jocelyne Beroard)